# Protolechia
Protolechia is een geslacht van vlinders van de familie tastermotten (Gelechiidae).

## Soorten
- P. aclera Meyrick, 1904
- P. acricula Meyrick, 1914
- P. acroleuca Meyrick, 1904
- P. actinota Meyrick, 1904
- P. aeolopis Meyrick, 1904
- P. albifrons Turner, 1919
- P. amblopis Turner, 1904
- P. amphiplaca Turner, 1932
- P. ananeura Turner, 1904
- P. annularia Turner, 1919
- P. anthracina Meyrick, 1904
- P. arenaria Turner, 1933
- P. arganthes Meyrick, 1904
- P. argocentra Meyrick, 1904
- P. aspetodes Meyrick, 1904
- P. autopis Meyrick, 1904
- P. aversella (Walker, 1864)
- P. banausodes Meyrick, 1904
- P. bistrigata Meyrick, 1921
- P. blacica Turner, 1919
- P. caminopis Meyrick, 1904
- P. catarrhacta Meyrick, 1904
- P. celidophora Turner, 1919
- P. cephalota Meyrick, 1904
- P. ceramica Meyrick, 1904
- P. cladara Meyrick, 1904
- P. compsochroa Meyrick, 1904
- P. cosmotis Meyrick, 1904
- P. creberrima Turner, 1920
- P. crotalodes Meyrick, 1904
- P. crypsibatis Meyrick, 1904
- P. crypsicneca Turner, 1927
- P. cryptosperma Meyrick, 1921
- P. chalazodes Turner, 1919
- P. chenias Meyrick, 1904
- P. chionoprora Turner, 1926
- P. chiradia Meyrick, 1904
- P. decaspila Lower, 1900
- P. deltodes (Lower, 1896)
- P. desmatra (Lower, 1897)
- P. diplanetis Meyrick, 1904
- P. diplonesa Meyrick, 1904
- P. elassopis Turner, 1919
- P. elpistis Meyrick, 1904
- P. emmeles Turner, 1933
- P. enchotypa Turner, 1919
- P. englypta Meyrick, 1904
- P. erudita Meyrick, 1916
- P. eumela (Lower, 1897)
- P. euprepta Turner, 1933
- P. euryarga Turner, 1919
- P. eustephana Turner, 1919
- P. exarista Meyrick, 1904
- P. flexilis Meyrick, 1904
- P. frugalis Meyrick, 1904
- P. furcifera Turner, 1919
- P. gorgonias Meyrick, 1904
- P. gypsocrana Turner, 1919
- P. haemaspila (Lower, 1894)
- P. hedana Turner, 1919
- P. hilara Turner, 1920
- P. hormodes Meyrick, 1904
- P. hylias Meyrick, 1904
- P. hypocneca Turner, 1919
- P. hypoleuca Meyrick, 1904
- P. invalida Meyrick
- P. involuta Turner, 1919
- P. iochlaena Meyrick, 1904
- P. lechriosema Turner, 1919
- P. liota Meyrick, 1904
- P. lithina (Lower, 1899)
- P. loemias Meyrick, 1904

- P. mechanistis Meyrick, 1904
- P. megalommata Meyrick, 1904
- P. megalosticta Turner, 1919
- P. melicrata Turner, 1919
- P. mesochra (Lower, 1894)
- P. mesopsamma Turner, 1919
- P. microdora Meyrick, 1904
- P. micropa Meyrick, 1904
- P. mitophora Turner, 1919
- P. molyntis Meyrick, 1904
- P. nephelota Meyrick, 1904
- P. neurosticha Turner, 1933
- P. nothrodes Meyrick, 1921
- P. nyctias Meyrick, 1904
- P. obeliscota Meyrick, 1904
- P. obscura Turner, 1933
- P. ochrobathra Turner, 1933
- P. odorifera Meyrick, 1904
- P. orthanotos (Lower, 1900)
- P. pacifica Meyrick, 1904
- P. pelogramma Meyrick, 1904
- P. penthicodes Meyrick, 1921
- P. phasianis Meyrick, 1904
- P. phloeodes Meyrick, 1904
- P. phloeopola Turner, 1919
- P. platyzancla Turner, 1938
- P. plinthactis Meyrick, 1904
- P. polioxysta Turner, 1933
- P. prisca Meyrick, 1904
- P. proscripta Meyrick, 1921
- P. psephias Meyrick, 1904
- P. pyrrhica Turner, 1919
- P. sarisias Meyrick, 1904
- P. sciodes Meyrick, 1904
- P. scytina Meyrick, 1904
- P. secta Meyrick, 1921
- P. selenia Meyrick, 1904
- P. semiographa Turner, 1919
- P. sisyraea Meyrick, 1904
- P. sodalisella (Walker, 1864)
- P. sporodeta Turner, 1919
- P. stratifera Meyrick, 1904
- P. subnexella (Walker, 1864)
- P. tabulata Meyrick, 1904
- P. taracta Turner, 1919
- P. telopis Meyrick, 1904
- P. temenitis Meyrick, 1904
- P. tetralychna Lower, 1902
- P. tetraploa Meyrick, 1904
- P. thermoplaca Lower, 1902
- P. thyridota Meyrick, 1904
- P. thyrsoptera Meyrick, 1904
- P. trachyphanes Meyrick, 1904
- P. trichalina Meyrick, 1904
- P. trichosema Meyrick, 1904
- P. trichroma Turner, 1933
- P. tridecta (Lower, 1900)
- P. trimetropis Meyrick, 1922
- P. trochias Meyrick, 1921
- P. tyroessa Turner, 1933
- P. vacatella (Walker, 1864)
- P. voluta Meyrick, 1904
- P. xanthocephala Meyrick, 1904
- P. xestolitha Meyrick, 1904
- P. xuthias Meyrick, 1904